# 고이데 유타
고이데 유타(일본어: 小出 悠太, 1994년 10월 20일~)는 일본의 축구 선수이다.

## 구단 경력
그는 2017년 J1리그의 방포레 고후에 입단했다. 2017년후 J2리그에 강등했다. 2019년까지 79경기에 출전하여, 1득점을 넣었다. 2020년 J1리그의 오이타 트리니타로 이적했다. 2021년에 천황배 준우승. 2021년후 J2리그에 강등했다. 2023년 베갈타 센다이로 이적했다. 2025년 방포레 고후로 복귀했다.